# Алокукикя
Алокукикя — река в России, протекает по территории Ямало-Ненецкого АО. Устье реки находится в 55 км по правому берегу реки Вэрк-Корылькы. Длина реки составляет 15 км.

## Данные водного реестра
По данным государственного водного реестра России относится к Нижнеобскому бассейновому округу, водохозяйственный участок реки — Таз, речной подбассейн реки — подбассейн отсутствует. Речной бассейн реки — Таз.
Код объекта в государственном водном реестре — 15050000112115300069800.